# Registre national des lieux historiques dans le comté de Monterey

Localisation du comté de Monterey en Californie

Ceci est la liste des lieux historiques inscrits sur le registre national dans le comté de Monterey en Californie.
Cette liste des propriétés et des districts des lieux historiques du registre national dans le comté de Monterey en Californie, est censée être exhaustive. Les coordonnées de latitude et longitude sont fournies pour la plupart des propriétés et les districts du registre national ; ces localisations peuvent être aperçus sur Google Maps.
Il y a 59 propriétés et districts répertoriés sur le registre national dans le comté, dont six monuments historiques nationaux.

## Liste actuelle
| Position | ID       | Type | Nom                                                         | Localisation                                                                                        | Ville              | Date d'inscription | Image | Coordonnées                          | Description |
| -------- | -------- | ---- | ----------------------------------------------------------- | --------------------------------------------------------------------------------------------------- | ------------------ | ------------------ | ----- | ------------------------------------ | --- |
| 1        | 87000823 | NHLD | Asilomar Conference Grounds (en)                            | Asilomar Blvd.                                                                                      | Pacific Grove      | 27 février 1987    |       | 36° 37′ 10″ nord, 121° 56′ 13″ ouest | Complexe de conférence avec 11 propriétés contributives, établi en 1913. Remarqué pour ses associations avec le YWCA, l'architecte pionnière Julia Morgan, et l'industrie de villégiature de la Péninsule de Monterey, et pour son architecture artisanat américain (en). |
| 2        | 77000309 | NRHP | Berwick Manor and Orchard (en)                              | NW of Carmel Valley                                                                                 | Carmel Valley (en) | 17 novembre 1977   |       | 36° 31′ 24″ nord, 121° 48′ 44″ ouest | Ferme acquise en 1869 par Edward Berwick, un écrivain et éducateur prolifique ainsi qu'un fermier scientifique. |
| 3        | 94001007 | NRHP | Mary C. W. Black Studio House (en)                          | 556 Abrego St.                                                                                      | Monterey           | 24 août 1994       |       | 36° 35′ 50″ nord, 121° 53′ 34″ ouest | Maison de 1930 et mur de jardin, un exemple résidentiel très intact de l'architecture de Monterey (en) issue du style renouveau colonial espagnol |
| 4        | 84000911 | NRHP | Samuel M. Black House (en)                                  | 418 Pajaro St.                                                                                      | Salinas            | 20 septembre 1984  |       | 36° 40′ 18″ nord, 121° 39′ 08″ ouest | Maison de 1900 d'un architecte californien renommé William Henry Weeks (en) ; Son design et ses rares plans existants témoignent de l'émergence de son style colonial modifié. L'inscription comprend également un chalet de location adjacent de 1936 |
| 5        | 80000823 | NRHP | Peter J. Bontadelli House (en)                              | 119 Cayuga St.                                                                                      | Salinas            | 15 juillet 1980    |       | 36° 40′ 32″ nord, 121° 39′ 34″ ouest | Le seul exemple historique du comté de Monterey du style Second Empire, construit vers 1907. Maintenant connu comme The Empire House |
| 6        | 73000413 | NRHP | Jose Eusebio Boronda Adobe (en)                             | Boronda Rd. and W. Laurel Dr.                                                                       | Salinas            | 20 mars 1973       |       | 36° 42′ 03″ nord, 121° 40′ 44″ ouest | Rare rancho en adobe survivant de la Vallée de la Salinas, construit vers 1846 et associé à la famille influente Boronda. Actuellement[Quand ?] élément central du Boronda Adobe History Center. |
| 7        | 86002401 | NRHP | Frank LaVerne Buck House (en)                               | 581 Pine Ave.                                                                                       | Pacific Grove      | 11 septembre 1986  |       | 36° 37′ 07″ nord, 121° 55′ 08″ ouest | Maison de style Queen Anne de 1904 de Frank Buck (1849-1931), un chef local du début du XXe siècle. L'une des grandes demeures victoriennes intactes de Pacific Grove, associée à l'architecte local Robert C. Gass et au constructeur C.E. Hovey Now a bed & breakfast. |
| 8        | 66000214 | NHL  | Mission Carmel                                              | Rio Rd.                                                                                             | Carmel             | 15 octobre 1966    |       | 36° 32′ 34″ nord, 121° 55′ 13″ ouest | Église exemplaire datant de 1793 - bien reconstruite et rénovée à partir de 1884 - d'une mission fondée par Junípero Serra en 1770. Plus proprement appelée Mission San Carlos Borroméo del río Carmelo . |
| 9        | 07001352 | NRHP | Carmel Valley Road-Boronda Road Eucalyptus Tree Row (en)    | Carmel Valley Rd. & Boronda Rd.                                                                     | Carmel Valley (en) | 10 janvier 2008    |       | 36° 29′ 40″ nord, 121° 44′ 49″ ouest | Une rangée de Eucalyptus globulus importante et localement inhabituelle, plantée dans la rue, plantée entre 1874 et 1881 pendant la période de popularité de l'espèce en Californie pour l'aménagement paysager. |
| 10       | 95001127 | NRHP | Castroville Japanese Language School (en)                   | 11199 Geil St.                                                                                      | Castroville        | 10 octobre 1995    |       | 36° 45′ 54″ nord, 121° 45′ 05″ ouest | Installation polyvalente de 1936 d'une communauté agricole nippo-américaine dont l'abandon en 1942 et l'utilisation en tant qu'hôtel en 1944-45 symbolisent la perte des droits civils au début et à la fin de l'internement des Nippo-Américains. |
| 11       | 82000973 | NRHP | Centrella Hotel (en)                                        | 612 Central Ave.                                                                                    | Pacific Grove      | 29 octobre 1982    |       | 36° 37′ 21″ nord, 121° 55′ 06″ ouest | Complexe d'hôtels et de chalets avec quatre propriétés contributrices, créé en 1889 et agrandi en 1892 et 1905, reflétant le développement rapide de Pacific Grove en tant que destination touristique. |
| 12       | 83001210 | NRHP | Community Church of Gonzales (en)                           | 301 4th St.                                                                                         | Gonzales           | 15 septembre 1983  |       | 36° 30′ 32″ nord, 121° 26′ 30″ ouest | L'une des églises les plus anciennes du comté de Monterey, une église célèbre de 1884 de style gothique rural illustrant un type commun aux petites villes californiennes de la fin du XIXe siècle. |
| 13       | 75000445 | NRHP | Cueva Pintada (en)                                          | Adresse restreinte                                                                                  | King City          | 13 février 1975    |       |                                      | Un abri sous roche préhistorique couvert de pictogrammes blancs, rouges, noirs et ocrés par le peuple Salinan. Protégé à l'intérieur du fort Hunter Liggett mais généralement hors limites |
| 14       | 90001464 | HD   | Deetjen's Big Sur Inn (en)                                  | CA 1 N of Castro Cr.                                                                                | Big Sur            | 13 septembre 1990  |       | 36° 13′ 03″ nord, 121° 45′ 03″ ouest | L'un des premiers logements de visiteur sur l'autoroute Carmel-San Simeon, dont l'ambiance rustique a façonné le développement récréatif du Big Sur. L'inscription comprend cinq bâtiments originaux construits 1936-1941. |
| 15       | 71000166 | NRHP | Dutton Hotel, Stagecoach Station (en)                       | King City-Jolon Rd.                                                                                 | Jolon              | 14 octobre 1971    |       | 35° 58′ 29″ nord, 121° 10′ 33″ ouest | Ruines d'une auberge en adobe établie en 1849, un arrêt majeur de la diligence sur El Camino Real et le noyau de la ville de Jolon. |
| 16       | 71000167 | NRHP | El Castillo                                                 | Lower Presidio Historic Park                                                                        | Monterey           | 23 novembre 1971   |       | 36° 36′ 22″ nord, 121° 53′ 43″ ouest | Site d'un fort espagnol de 1792 et d'un amas coquillier préhistorique. |
| 17       | 82000974 | NRHP | James W. Finch House (en)                                   | 410 Monroe St.                                                                                      | Monterey           | 19 octobre 1982    |       | 36° 36′ 04″ nord, 121° 54′ 05″ ouest | L'un des rares exemples intacts de l'architecture américaine à Monterey, construit en 1870. |
| 18       | 14000305 | NRHP | Fort Ord Station Veterinary Hospital (en)                   | 2872 5th Ave.                                                                                       | Marina             | 17 juin 2014       |       | 36° 39′ 45″ nord, 121° 47′ 57″ ouest | L'un des derniers complexes vétérinaires équestres construits et survivants de l'armée américaine, actif en 1941-1946, symbolisant les dernières années de la guerre dépendant du cheval. Maintenant, le centre équestre Marina. |
| 19       | 86002813 | NRHP | Gabilan Lodge No. 372-Independent Order of Odd Fellows (en) | 117 Fourth St.                                                                                      | Gonzales           | 2 octobre 1986     |       | 36° 30′ 28″ nord, 121° 26′ 37″ ouest | Salle de l'ordre indépendant des Odd Fellows de 1914, reconnue pour son importance architecturale et sociale à Gonzales. |
| 20       | 74000537 | NRHP | José Mario Gil Adobe (en)                                   | Hunter Liggett Military Reservation                                                                 | Jolon              | 7 juin 1974        |       | 35° 57′ 39″ nord, 121° 11′ 18″ ouest | Rancho en adobe de 1865 illustrant l'architecture et l'économie de l'élevage du bétail de la vallée de la Salinas avant l'agriculture maraîchère dépendante de l'irrigation. |
| 21       | 80000822 | NRHP | Gosby House Inn (en)                                        | 643 Lighthouse Ave.                                                                                 | Pacific Grove      | 2 décembre 1980    |       | 36° 37′ 18″ nord, 121° 55′ 10″ ouest | Auberge de 1887 qui a évolué architecturalement et commercialement, d'une pension vernaculaire servant une retraite religieuse à un hôtel de style Queen Anne accueillant des vacanciers. Fonctionne toujours comme une chambre d'hôte. |
| 22       | 75000444 | NRHP | Robinson Jeffers House (en)                                 | 26304 Ocean View Ave.                                                                               | Carmel             | 10 octobre 1975    |       | 36° 32′ 31″ nord, 121° 55′ 56″ ouest | La maison de longue date du poète Robinson Jeffers (1887-1962), avec une maison en maçonnerie en granit et une tour de 40 pieds (12,2 m), a été construite à la main à partir de 1919. Maintenant, une attraction historique à but non lucratif connue sous le nom de « Tor House and Hawk Tower ».                                                                           |
| 23       | 91000917 | NRHP | King City Joint Union High School Auditorium (en)           | N. Mildred Ave., northwest of the junction with Broadway St.                                        | King City          | 23 juillet 1991    |       | 36° 12′ 37″ nord, 121° 07′ 59″ ouest | L'auditorium de 1939 est important pour son Style « paquebot » de l'architecte Robert Stanton (en) et l'ornementation du sculpteur Jo Mora (en). |
| 24       | 74000538 | NRHP | Kirk Creek Campground (en)                                  | Adresse restreinte                                                                                  | Lucia              | 31 décembre 1974   |       |                                      | Le site archéologique le mieux préservé et documenté datant de la période moyenne du Big Sur. |
| 25       | 82002209 | NRHP | Krough House (en)                                           | 146 Central Ave.                                                                                    | Salinas            | 18 janvier 1982    |       | 36° 40′ 36″ nord, 121° 39′ 36″ ouest | Un des quatre exemples de maisons de style Queen Anne qui ont caractérisé Central Avenue dans les années 1890. |
| 26       | 66000215 | NHL  | Larkin House (en)                                           | 464 Calle Principal                                                                                 | Monterey           | 15 octobre 1966    |       | 36° 35′ 53″ nord, 121° 53′ 46″ ouest | La maison de 1835 du négociant américain Thomas O. Larkin (en), qui a combiné des matériaux d'adobe coloniaux espagnols avec le cadre de construction de la Nouvelle Angleterre pour créer le style architectural de Monterey colonial (en). Maintenant, un musée de la maison de parc historique d'État de Monterey (en) Now a house museum of Monterey State Historic Park. |
| 27       | 79000502 | NRHP | Los Coches Rancho (en)                                      | 1 mi (1,609344 km) S of Soledad on U.S. 101                                                         | Soledad            | 31 janvier 1979    |       | 36° 24′ 15″ nord, 121° 19′ 04″ ouest | Bâtiment en adobe et dépendances de 1841 qui ont servi d'arrêt de diligence sur El Camino Real (1848-1880). Aussi important pour ses ressources archéologiques préhistoriques et historiques. |
| 28       | 05001113 | NRHP | G. T. Marsh and Sons (en)                                   | 599 Fremont St.                                                                                     | Monterey           | 8 août 2007        |       | 36° 35′ 43″ nord, 121° 53′ 22″ ouest | Galerie d'art asiatique de 1927 significative pour son utilisation remarquable et unique de l'architecture chinoise de style Sichuan. |
| 29       | 77000311 | NRHP | Josiah Merritt Adobe (en)                                   | 386 Pacific St.                                                                                     | Monterey           | 22 novembre 1977   |       | 36° 36′ 02″ nord, 121° 53′ 46″ ouest | L'adobe a donné une façade unique de style néo-grec dans les années 1850, lorsque le célèbre colon américain Josiah Merritt, co-organisateur et premier juge du comté de Monterey, a emménagé. Maintenant, un magasin. |
| 30       | 77000310 | NRHP | Milpitas Ranchhouse (en)                                    | S of King City                                                                                      | King City          | 2 décembre 1977    |       | 36° 00′ 37″ nord, 121° 14′ 34″ ouest | Maison de ranch de 1930 conçue par Julia Morgan dans le style renouveau des missions pour le domaine septentrional de William Randolph Hearst. Maintenant, un hôtel et centre de loisirs au sein du Fort Hunter Liggett connu sous le nom « The Hacienda ». |
| 31       | 14000344 | HD   | Mission Nuestra Senora de la Soledad Historic District (en) | 36641 Fort Romie Rd.                                                                                | Soledad            | 27 juin 2014       |       | 36° 24′ 17″ nord, 121° 21′ 21″ ouest | |
| 32       | 08000878 | NRHP | Monterey County Court House (en)                            | 240 Church Street                                                                                   | Salinas            | 8 janvier 2009     |       | 36° 40′ 25″ nord, 121° 39′ 31″ ouest | Palais de justice de 1937 significatif comme un exemple de l'architecture moderne (en) WPA et la collaboration de l'architecte Robert Stanton (en) et l'artiste Jo Mora (en). |
| 33       | 04001028 | NRHP | Monterey County Jail (en)                                   | 142 W. Alisal St.                                                                                   | Salinas            | 24 septembre 2004  |       | 36° 40′ 25″ nord, 121° 39′ 34″ ouest | La prison où le dirigeant syndical agricole César Chávez a été incarcéré en décembre 1970, attirant l'attention sur le mouvement des travailleurs agricoles unis (en) |
| 34       | 70000137 | NHLD | Monterey Old Town Historic District (en)                    | Boundary undetermined at this time                                                                  | Monterey           | 15 avril 1970      |       | 36° 36′ 11″ nord, 121° 53′ 39″ ouest | Plusieurs dizaines de bâtiments datant des années de Monterey en tant que capitale espagnole et mexicaine de la [[38° N, 115° O Haute-Californie]] et le principal bastion européen sur la côte ouest. Le district comprend la parc d'État historique de Monterey. |
| 35       | 82002210 | NRHP | Sheriff William Joseph Nesbitt House (en)                   | 66 Capitol St.                                                                                      | Salinas            | 19 février 1982    |       | 36° 40′ 36″ nord, 121° 39′ 40″ ouest | Exemple rare survivant des maisons communes vernaculaires à la colonie de la fin du XIXe siècle en Californie, et à la maison 1881-1933 d'un homme de loi local notable. |
| 36       | 78000721 | NRHP | Olvida Peñas (en)                                           | 1061 Majella Rd.                                                                                    | Pebble Beach       | 3 avril 1978       |       | 36° 36′ 22″ nord, 121° 56′ 12″ ouest | Maison de 1926 - dont le nom signifie « oubliez la douleur » - remarquée pour son usage singulier de l'architecture vernaculaire mexicaine et son adhésion aux plans stricts de la communauté de Pebble Beach. |
| 37       | 89000228 | NRHP | Outlands in the Eighty Acres (en)                           | 25800 Hatton                                                                                        | Carmel-by-the-Sea  | 23 mars 1989       |       | 36° 32′ 54″ nord, 121° 55′ 00″ ouest | Maison néo-Tudor de 1925 également connue sous le nom de Flanders Mansion, importante comme œuvre de l'architecte Henry Higby Gutterson et pour sa construction innovante avec des blocs de béton préfabriqués. Maintenant préservé avec le parc de la piste de la mission.                                                                                                   |
| 38       | 94001498 | NRHP | Pacific Biological Laboratories (en)                        | 800 Cannery Row                                                                                     | Monterey           | 29 décembre 1994   |       | 36° 37′ 02″ nord, 121° 54′ 04″ ouest | Laboratoire de 1937 du biologiste marin Ed Ricketts (en) (1897-1948), ami et collaborateur de l'auteur John Steinbeck et hôte fréquent de l'intelligentsia de Monterey. |
| 39       | 97001633 | NRHP | Lou Ellen Parmelee House (en)                               | 570 Archer St.                                                                                      | Monterey           | 7 janvier 1998     |       | 36° 36′ 40″ nord, 121° 54′ 19″ ouest | Premier exemple résidentiel de Monterey de style Queen Anne, construit en 1896, avec des éléments finement ouvragés comme la décoration intérieure en plâtre. |
| 40       | 77000312 | NRHP | Phare de Point Pinos                                        | Asilomar Blvd. and Lighthouse Ave.                                                                  | Pacific Grove      | 14 juillet 1977    |       | 36° 38′ 00″ nord, 121° 56′ 01″ ouest | Le plus vieux phare de la côte ouest, en activité depuis 1855. Ouvert aux visites. |
| 41       | 91001097 | HD   | Phare de Point Sur                                          | Morro Rock on Point Sur, 0,5 mi (0,804672 km) W of CA 1                                             | Big Sur            | 3 septembre 1991   |       | 36° 18′ 23″ nord, 121° 54′ 06″ ouest | Complexe de phares établi en 1899, particulièrement connu pour la conservation de tous ses principaux bâtiments d'origine et pour son architecture néo-romane. Maintenant préservé dans le parc historique d'État de Point Sur (en) |
| 42       | 89002273 | HD   | Porter-Vallejo Mansion (en)                                 | 29 Bishop St.                                                                                       | Pajaro             | 4 janvier 1990     |       | 36° 54′ 06″ nord, 121° 44′ 58″ ouest | Maison de 1874-1900 de John T. Porter, un financier local influent et bienfaiteur des immigrants chinois. Son remodelage de 1895-1899 est également significatif comme une des premières œuvres de l'architecte William Henry Weeks (en). |
| 43       | 85002196 | NRHP | Joseph W. Post House (en)                                   | CA 1                                                                                                | Big Sur            | 12 septembre 1985  |       | 36° 13′ 45″ nord, 121° 45′ 52″ ouest | Maison datant de 1867 de l'une des premières familles américaines à coloniser la côte de Big Sur, avec une aile saltbox de style Nouvelle-Angleterre construite en 1877. Elle fait maintenant partie de la station de Ventana Inn. |
| 44       | 78000722 | NRHP | Rancho Las Palmas (en)                                      | S of Salinas at 200 River Rd.                                                                       | Salinas            | 20 novembre 1978   |       | 36° 37′ 16″ nord, 121° 40′ 14″ ouest | Maison de 1891 d'Hiram Corey, l'un des éleveurs les plus prospères du comté de Monterey de la fin du XIXe siècle. Également remarqué pour son style exemplaire Queen Anne en milieu rural. |
| 45       | 91000530 | HD   | Rancho San Lucas (en)                                       | 1,75 milles (2,816352 km) southwest of junction of Paris Valley Rd. and Rancho San Lucas entry road | San Lucas          | 6 mai 1991         |       | 36° 02′ 40″ nord, 121° 00′ 31″ ouest | Le grand ranch le mieux préservé du comté de Monterey datant d'une période de transition entre l'élevage et la culture des céréales, avec huit propriétés contributives construites entre 1865 et 1888. Également associé à l'entrepreneur local influent Alberto Trescony (vers 1812-1892).                                                                                  |
| 46       | 11000430 | NRHP | Republic Cafe (en)                                          | 37 Soledad St.                                                                                      | Salinas            | 14 juillet 2011    |       | 36° 40′ 43″ nord, 121° 39′ 07″ ouest | Restaurant asiatique et salle de banquet en activité entre 1942 et 1988, un bâtiment rare commercial survivant du Chinatown de Salinas. |
| 47       | 66000216 | NHL  | Royal Presidio Chapel (en)                                  | 550 Church St.                                                                                      | Monterey           | 15 octobre 1966    |       | 36° 35′ 44″ nord, 121° 53′ 25″ ouest | La seule chapelle d'un Presidio en Californie et le seul bâtiment de Monterey datant du XVIIIe siècle qui date de 1794. Aussi connu comme la cathédrale de San Carlos Borromeo. |
| 48       | 76000504 | NRHP | San Antonio de Padua Mission (en)                           | NW of Jolon off Del Venturi Rd.                                                                     | Jolon              | 26 avril 1976      |       | 36° 00′ 55″ nord, 121° 15′ 01″ ouest | Troisième des missions espagnoles de Californie et l'une des rares à conserver son caractère rural. Fondée en 1771, avec une église datant de 1810. |
| 49       | 80000824 | NRHP | B. V. Sargent House (en)                                    | 154 Central Ave.                                                                                    | Salinas            | 20 octobre 1980    |       | 36° 40′ 35″ nord, 121° 39′ 37″ ouest | Maison de 1896 illustrant le début du style colonial modifié de l'architecte William Henry Weeks (en) |
| 50       | 76000502 | NRHP | Site Number 4 Mnt 85 (en)                                   | Adresse restreinte                                                                                  | Greenfield         | 29 octobre 1976    |       |                                      | |
| 51       | 00000856 | NRHP | John Steinbeck House                                        | 132 Central Ave.                                                                                    | Salinas            | 8 août 2000        |       | 36° 40′ 36″ nord, 121° 39′ 33″ ouest | Lieu de naissance et maison familiale de John Steinbeck (1902-1968), habité par l'auteur jusqu'en 1935. Remarqué également pour son architecture Queen Anne. Maintenant, un restaurant et un musée de la maison. |
| 52       | 72000239 | NRHP | Stevenson House (en)                                        | Houston St. between Pearl and Webster Sts.                                                          | Monterey           | 7 janvier 1972     |       | 36° 35′ 50″ nord, 121° 53′ 36″ ouest | Pensionnat appelé l'« hôtel français » où l'écrivain écossais Robert Louis Stevenson vécut à l'automne 1879, écrivant et courtisant sa future épouse. Maintenant, une propriété du musée du parc historique d'État de Monterey (en). |
| 53       | 97001604 | NRHP | Sunset Center (en)                                          | San Carlos St., between 8th and 10th Sts.                                                           | Carmel-by-the-Sea  | 9 janvier 1998     |       | 36° 33′ 05″ nord, 121° 55′ 16″ ouest | École publique dont l'auditorium de 1931 a servi de principal lieu artistique, civique et social de Carmel. Également remarquée pour son architecture gothique collégiale (en). |
| 54       | 76000503 | NRHP | Tidball Store (en)                                          | Jolon Rd.                                                                                           | Jolon              | 12 décembre 1976   |       | 35° 58′ 16″ nord, 121° 10′ 29″ ouest | Magasin général établi en 1890, le seul bâtiment commercial permanent de Jolon, autrefois une importante communauté du sud du comté de Monterey. |
| 55       | 82002208 | NRHP | Trimmer Hill (en)                                           | 230 6th St.                                                                                         | Pacific Grove      | 28 juin 1982       |       | 36° 37′ 05″ nord, 121° 54′ 40″ ouest | La maison de 1893 est réputée pour son architecture exemplaire Queen Anne et son association avec le Dr Oliver Smith Trimmer, qui a contribué à la création de Pacific Grove en tant que premier maire de longue date. |
| 56       | 66000217 | NHL  | U.S. Customhouse (en)                                       | Calle Principal at Decatur St.                                                                      | Monterey           | 15 octobre 1966    |       | 36° 36′ 12″ nord, 121° 53′ 37″ ouest | Maison des douanes (en) construite aux stades 1827-1846, nommée comme un exemple majeur de l'architecture coloniale de Monterey (en) appliquée à un bâtiment public. Maintenant, une propriété de musée du parc historique d'État de Monterey (en). |
| 57       | 09001274 | NRHP | Épave de l'USS Macon                                        | Adresse restreinte                                                                                  | Big Sur            | 29 janvier 2010    |       |                                      | Les seuls restes documentés des États-Unis d'un dirigeable rigide, qui a été lancé en 1933 et a coulé après un accident d'atterrissage en 1935, contribuant à l'annulation du programme de dirigeable rigide de la marine américaine. |
| 58       | 16000634 | NRHP | Mrs. Clinton Walker House                                   | Scenic Rd. approx. 1/4 mi. SW. of Martin Way                                                        | Carmel-by-the-Sea  | 19 septembre 2016  |       | 36° 32′ 37″ nord, 121° 56′ 00″ ouest | |
| 59       | 07000406 | NRHP | Whalers Cabin (en)                                          | Point Lobos State Natural Reserve, 4 mi (6,437376 km) S of Carmel                                   | Carmel             | 9 mai 2007         |       | 36° 31′ 08″ nord, 121° 56′ 26″ ouest | Cabane dont le site peut donner la preuve d'une communauté ethnique ancienne établie vers 1850 par des baleiniers portugais ou des pêcheurs chinois. Maintenant, un musée dans la réserve naturelle d'État de Point Lobos (en). |